# Moniteur d'escalade
Un moniteur d'escalade enseigne les bases de l'escalade dans les centres d'escalade. Il a une expérience notable de ce sport et est responsable des débutants.